# D.F.C. in het seizoen 1958/59
Het seizoen 1958/1959 was het vijfde jaar in het bestaan van de Dordtse betaaldvoetbalclub D.F.C.. De club kwam uit in de Eerste divisie A en eindigde daarin op de 10e plaats. Tevens deed de club mee aan het toernooi om de KNVB beker, hierin werd in de tweede ronde verloren van UVS (1–2).

## Wedstrijdstatistieken

### Eerste divisie A
|       | AGOVV | Alkmaar '54 | BVV   | Eindhoven | Fortuna | De Graafschap | Haarlem | Helmond | Leeuwarden | Limburgia | SVV   | Volendam | VSV   | Wageningen | ZFC   |
| ----- | ----- | ----------- | ----- | --------- | ------- | ------------- | ------- | ------- | ---------- | --------- | ----- | -------- | ----- | ---------- | ----- |
| Thuis | 5 – 3 | 3 – 4       | 3 – 1 | 2 – 1     | 2 – 2   | 1 – 1         | 0 – 2   | 4 – 1   | 1 – 0      | 2 – 2     | 0 – 1 | 2 – 1    | 4 – 0 | 6 – 2      | 3 – 2 |
| Uit   | 3 – 1 | 0 – 0       | 0 – 2 | 2 – 1     | 1 – 1   | 3 – 2         | 1 – 1   | 3 – 2   | 4 – 1      | 2 – 0     | 2 – 1 | 4 – 3    | 1 – 1 | 0 – 4      | 4 – 0 |

### KNVB beker
| 1e ronde                                          | RAC           | 2 – 2 Na strafschoppen | D.F.C.                                   |
| 1 januari 1959 Plaats: Rijen Sportpark Vijf Eiken | Onbekend      |                        | Onbekend                                 |
| 2e ronde                                          | D.F.C.        | 1 – 2 (0 – 1)          | UVS                                      |
| 30 april 1959 Plaats: Dordrecht Krommedijk        | Piet Punt 48' |                        | 15' Coen Rijshouwer 50' Hennie Bekkering |

## Statistieken D.F.C. 1958/1959

### Eindstand D.F.C. in de Nederlandse Eerste divisie A 1958 / 1959
| Stand | Gespeeld | Gewonnen | Gelijk | Verloren | Punten | Doelpunten voor | Doelpunten tegen |
| ----- | -------- | -------- | ------ | -------- | ------ | --------------- | ---------------- |
| 10e   | 30       | 11       | 7      | 12       | 29     | 58              | 53               |

### Topscorers
| #      | Naam               | Goal |
| ------ | ------------------ | ---- |
| 1.     | Piet Meeusen       | 11   |
| 2.     | Arie Schoon        | 8    |
| 2.     | Jan van Sluijsdam  | 8    |
| 4.     | Adrie van Dongen   | 7    |
| 5.     | Koos Schaap        | 6    |
| 6.     | Wim de Groot       | 5    |
| 6.     | Jan de Jager       | 5    |
| 8.     | Freek Bellaard     | 2    |
| 8.     | Kees van den Bosch | 2    |
| 8.     | Bas Hijbeek        | 2    |
| 8.     | Piet Punt          | 2    |
| Totaal | Totaal             | 58   |

| #                    | Naam      | Goal |
| -------------------- | --------- | ---- |
| 1.                   | Piet Punt | 1    |
| Onbekende doelpunten |           |      |
| –                    | Onbekend  | 2    |
| Totaal               | Totaal    | 3    |